# دراگینگه
دراگینگه (به صربی: Draginje) یک منطقهٔ مسکونی در صربستان است که در کوتسیوا واقع شده‌است.